# Кузминас, Владас Клеменсас
Владас Клеменсас Кузминас — советский литовский хозяйственный деятель, Герой Социалистического Труда.

## Биография
Родился в 1906 году в Ковно. Член КПСС с 1946 года.
В 1944—1972 — мастер, слесарь, бригадир слесарей вагонного депо Каунас Литовской (затем — Прибалтийской) железной дороги.
Указом Президиума Верховного Совета СССР от 1 августа 1959 года присвоено звание Героя Социалистического Труда с вручением ордена Ленина и золотой медали «Серп и Молот».
Умер в 1972 году в Каунасе.

## Награды и звания
- Герой Социалистического Труда (01.08.1959)
- Орден Ленина (01.08.1959)